# Monumento al duca di Wellington
Il monumento al duca di Wellington è una statua equestre dedicata ad Arthur Wellesley, primo duca di Wellington, situata di fronte al Royal Exchange di Glasgow, in Scozia, ora conosciuto come Galleria d'Arte Moderna di Glasgow. La statua è uno dei monumenti più iconici di Glasgow.
Scolpito dall'artista italiano Carlo Marochetti ed eretto nel 1844 grazie ad una sottoscrizione pubblica, il monumento celebra la felice conclusione nel 1815 delle lunghe guerre rivoluzionarie francesi e delle guerre napoleoniche.
È categorizzata come una scultura di categoria A, una categoria di cui fanno parte "edifici di importanza nazionale o internazionale, che sia architettonica o storica, o begli esempi poco alterati di qualche particolare periodo, stile o tipo di edificio".

## Storia

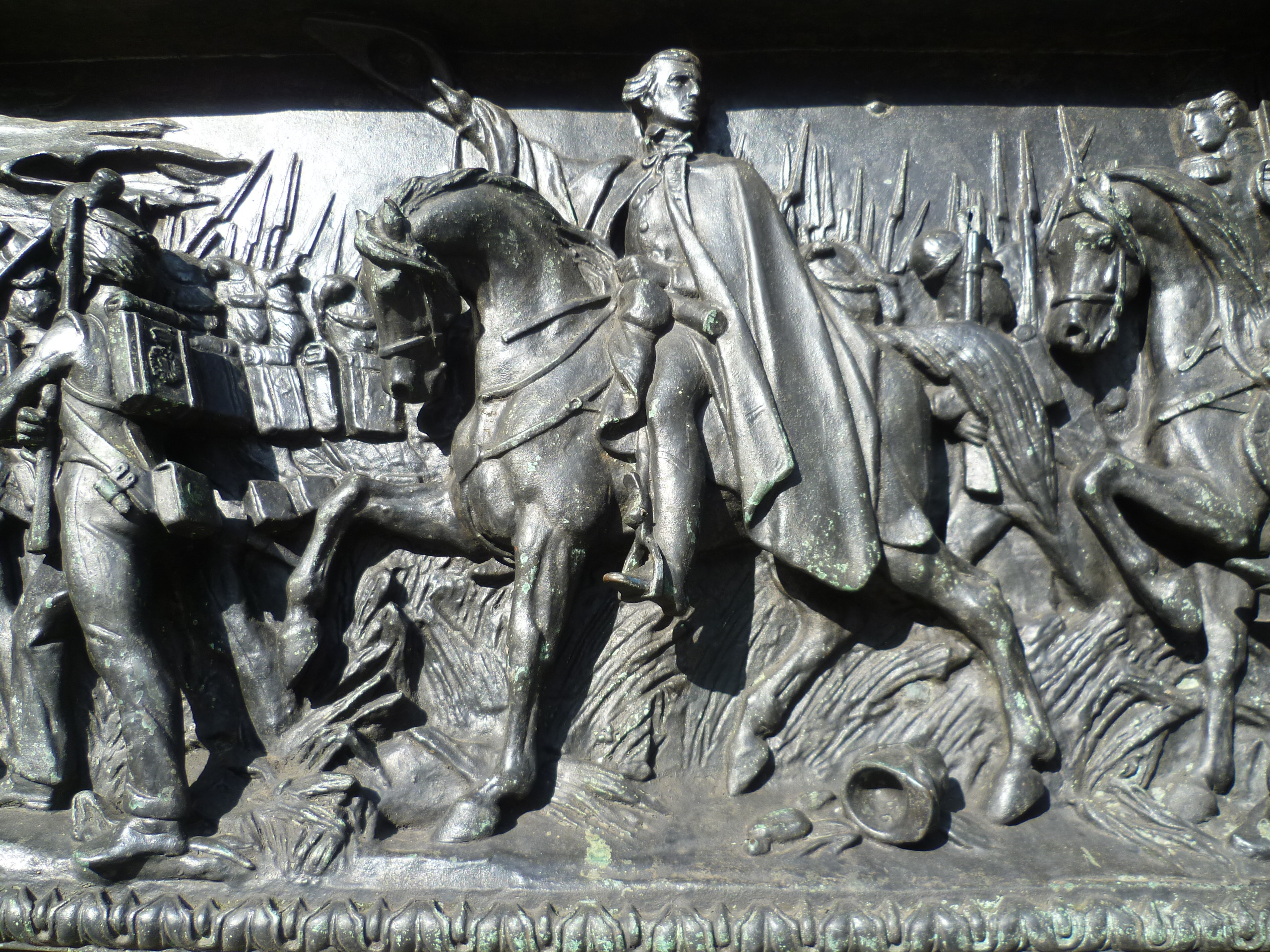
Particolare del fregio

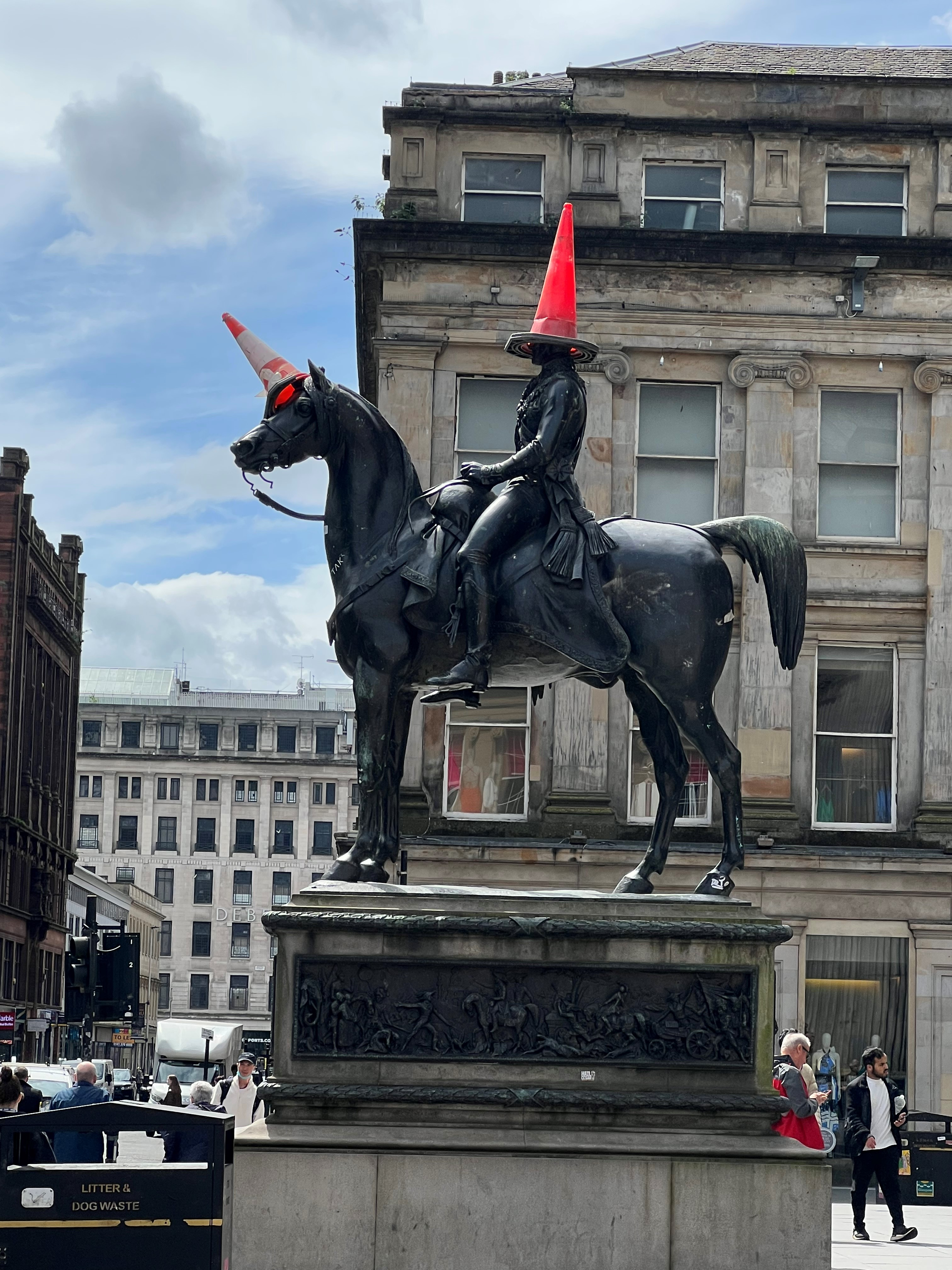
La statua del duca di Wellington con due coni stradali

La statua del duca di Wellington sul suo cavallo preferito, Copenaghen, è stata scolpita dall'artista italiano Carlo Marochetti ed eretta nel 1844.
Nella metà degli anni 1980 la statua divenne famosa perché sulla testa del cavaliere veniva spesso messo un cono stradale.  L'ornamento della statua con un cono è continuato per molti anni: si diceva che l'atto rappresentasse l'umorismo della popolazione locale e si credeva risalisse agli anni 1980, se non prima.
Nel 2005 il consiglio comunale di Glasgow e la polizia di Strathclyde hanno chiesto pubblicamente di non rimettere il cono stradale, citando lievi danni alla statua e il rischio di lesioni durante il tentativo di posizionarlo.
Nel 2011 la guida Lonely Planet ha incluso la statua nella sua lista dei "10 monumenti più bizzarri della Terra".
Nel 2013 il consiglio comunale di Glasgow ha presentato piani per un progetto di restauro da 65.000 sterline, che includeva una proposta per raddoppiare l'altezza del piedistallo per sollevare la scultura a più di sei piedi di altezza per "scoraggiare tutti i vandali, tranne quelli più determinati". La proposta includeva una stima secondo cui il costo per ogni rimozione dei coni stradali dalla statua era di 100 sterline e che spesso si era potuti arrivare fino a 10.000 sterline in un anno. Il progetto fu però ritirato dopo un'ampia opposizione pubblica, guidata da una campagna Facebook chiamata "Keep the Cone" (Tenere il cono) che accumulò più di 72.000 "like" in 24 ore, avviata dal musicista scozzese Raymond Hackland e dal fotografo Steven Allan.
Un'ulteriore petizione online a difesa del cono raccolse più di 10.000 firme. Poiché il consiglio ha indicato che un'azione contro la pratica poteva ancora essere presa in considerazione, il Collettivo Nazionale ha organizzato una manifestazione in difesa del cono stradale.
Il cono venne sostituito con uno dipinto d'oro durante le Olimpiadi del 2012 per celebrare il contributo della Scozia al record di medaglie d'oro vinte dalla selezione britannica.
Una replica della statua, completa di cono, è apparsa alla cerimonia di apertura dei Giochi del Commonwealth del 2014 e un cono d'oro è stato poi nuovamente posizionato sulla statua per celebrare il successo dei giochi.
Nel 2015 il consiglio comunale di Glasgow ha testato un software CCTV ad alta tecnologia del valore di 1,2 milioni di sterline per verificare che fosse in grado di rilevare automaticamente le persone che mettono i coni sulla statua.
Nella "Giornata della Brexit" (31 dicembre 2020) i sostenitori pro-europei hanno posizionato un cono dipinto con la bandiera dell'UE sulla testa della statua.
Nel marzo 2022, a sostegno dell'Ucraina e in segno di protesta contro l'invasione russa della stessa, la statua è stata dotata di un cono con i colori della bandiera ucraina.